# Luigi Sepe
Luigi Sepe, född 8 maj 1991, är en italiensk fotbollsmålvakt som spelar för Lazio, på lån från Salernitana.

## Karriär
I juli 2018 lånades Sepe ut av Napoli till Parma på ett låneavtal över säsongen 2018/2019. Det blev därefter en permanent övergång till Parma. Den 24 januari 2022 lånades Sepe ut till Salernitana med en köpoption inkluderad.
Den 25 augusti 2023 lånades Sepe ut av Salernitana till Lazio.